# 9957 Raffaellosanti
9957 Raffaellosanti è un asteroide della fascia principale. Scoperto nel 1991, presenta un'orbita caratterizzata da un periodo di rivoluzione intorno al Sole di 3,46 anni, un semiasse maggiore pari a 2,2859513 UA e da un'eccentricità di 0,1293406, inclinata di 6,87028° rispetto all'eclittica. Scoperto il 6 ottobre 1991 da Freimut Börngen, fu designato in modo provvisorio "1991 TO13". In seguito fu rinominato "Raffaellosanti" in onore del pittore Raffaello Sanzio.